# Gruppo delle Odle
Il gruppo delle Odle (Geislergruppe o Geislerspitzen in tedesco) è una catena montuosa delle Dolomiti che assieme al gruppo del Puez costituisce la maggior parte del territorio del parco naturale Puez-Odle, contornato dalla val Badia, val Gardena e val di Funes, in Alto Adige.

## Geografia

Il gruppo delle Odle visto da sud.

Le Odle si compongono principalmente di due catene, le Odle di Eores e le "Odle di Funes":
- Odle di Eores (Aferer Geisler), sono attraversate dal Sentiero attrezzato Günther Messner, dedicata al fratello di Reinhold Messner, sepolto da una valanga, caduta dal monte Nanga Parbat nel giugno 1970. Il sentiero passa sia sulla sponda meridionale che su quella settentrionale della catena;
- Odle di Funes (Villnösser Geisler), rappresentano le principali cime della catena e si trovano a sud, rispetto a quelle di Eores.

Le cime più alte della catena sono il Sass Rigais e la Furchetta, entrambe a 3.025 metri.
Alla base delle Odle di Funes, si può percorrere il cosiddetto "sentiero delle Odle" (in tedesco Adolf Munkel-Weg), che passa alla base settentrionale del gruppo delle Odle, dove si trova anche una palestra di roccia.

## Toponimo

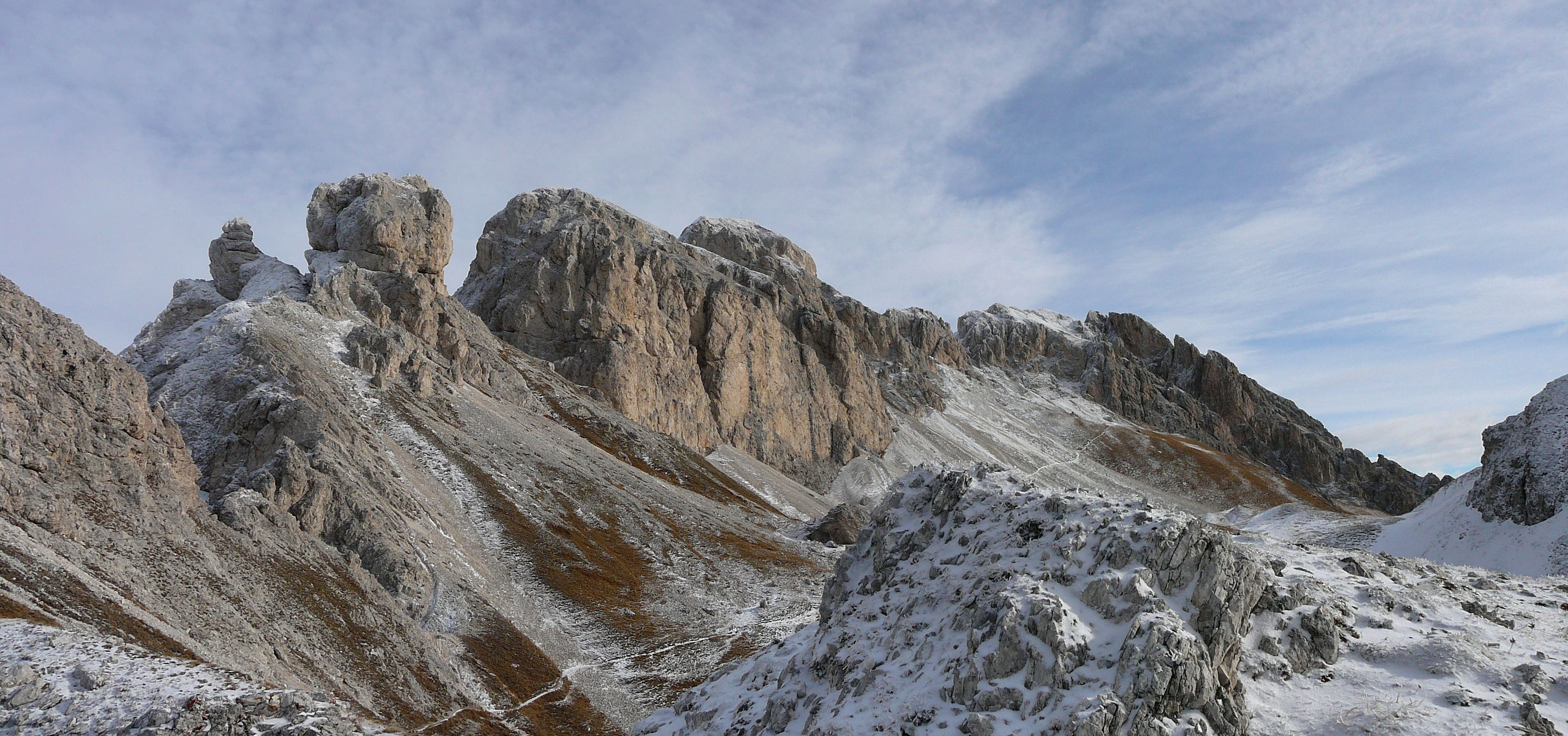
Monte Tullen

Il nome è attestato nel 1759 come Gaislerspitz e nel 1770 come Geisler Spiz.
Il termine Odle si traduce dalla lingua ladina semplicemente in "aghi", con riferimento alla forma appuntita di molte cime di questo gruppo.

## Classificazione

gruppo dello Odle sullo sfondo

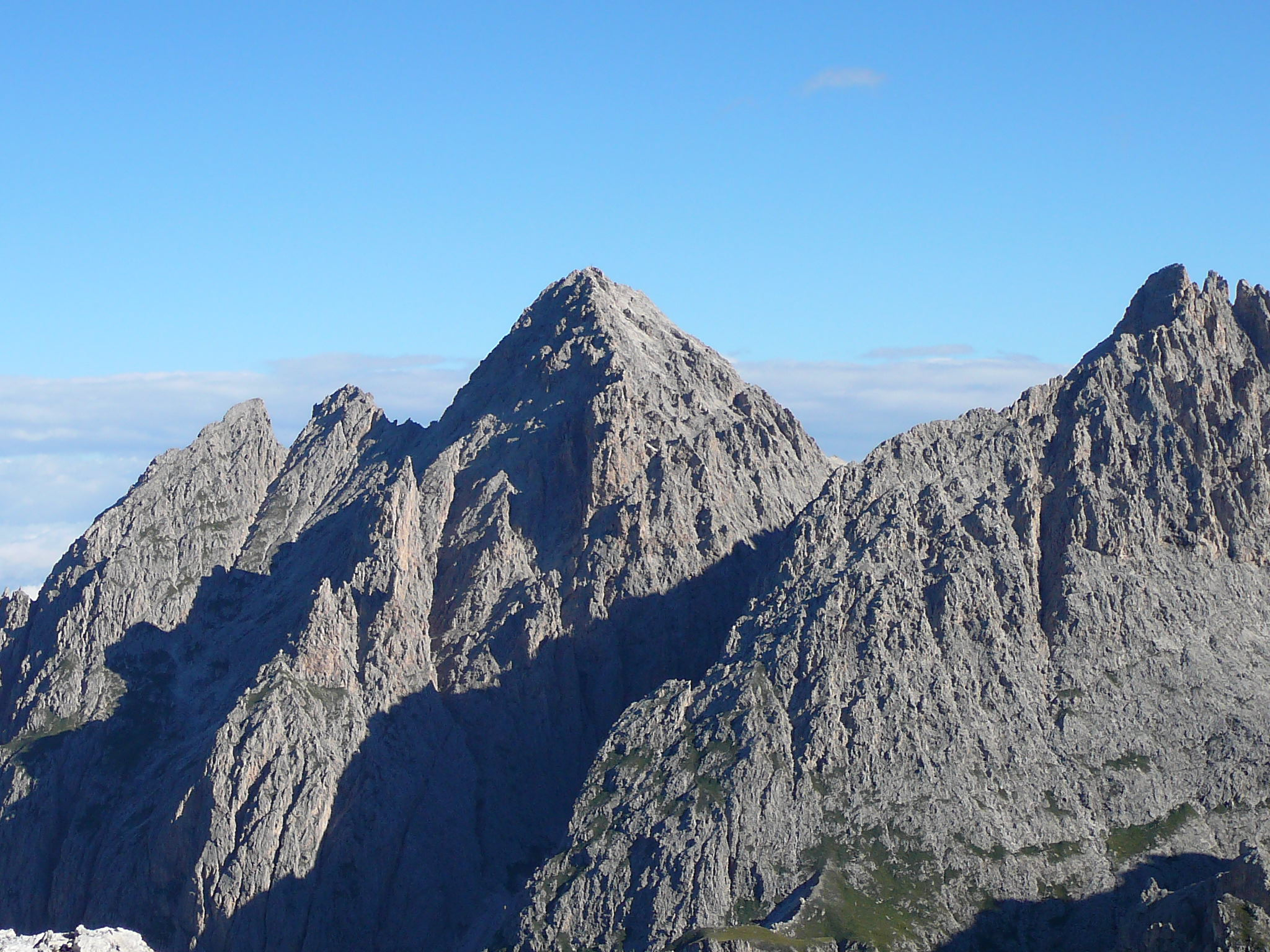
Sass Rigais

Secondo la SOIUSA le Odle sono un gruppo alpino con la seguente classificazione:
- Grande parte = Alpi Orientali
- Grande settore = Alpi Sud-orientali
- Sezione = Dolomiti
- Sottosezione = Dolomiti di Gardena e di Fassa
- Supergruppo = Dolomiti di Gardena
- Gruppo = Gruppo delle Odle i.s.a.
- Codice = II/C-31.III-A.5

## Suddivisione
La SOIUSA suddivide il Gruppo delle Odle in due sottogruppi:
- Gruppo delle Odle p.d. (a)
- Sottogruppo dei Rasciesa (b)

## Cime principali
- Sass Rigais, 3.025 m
- Furchetta, 3.025 m
- Sass de Porta (Seekofel), 2.915 m

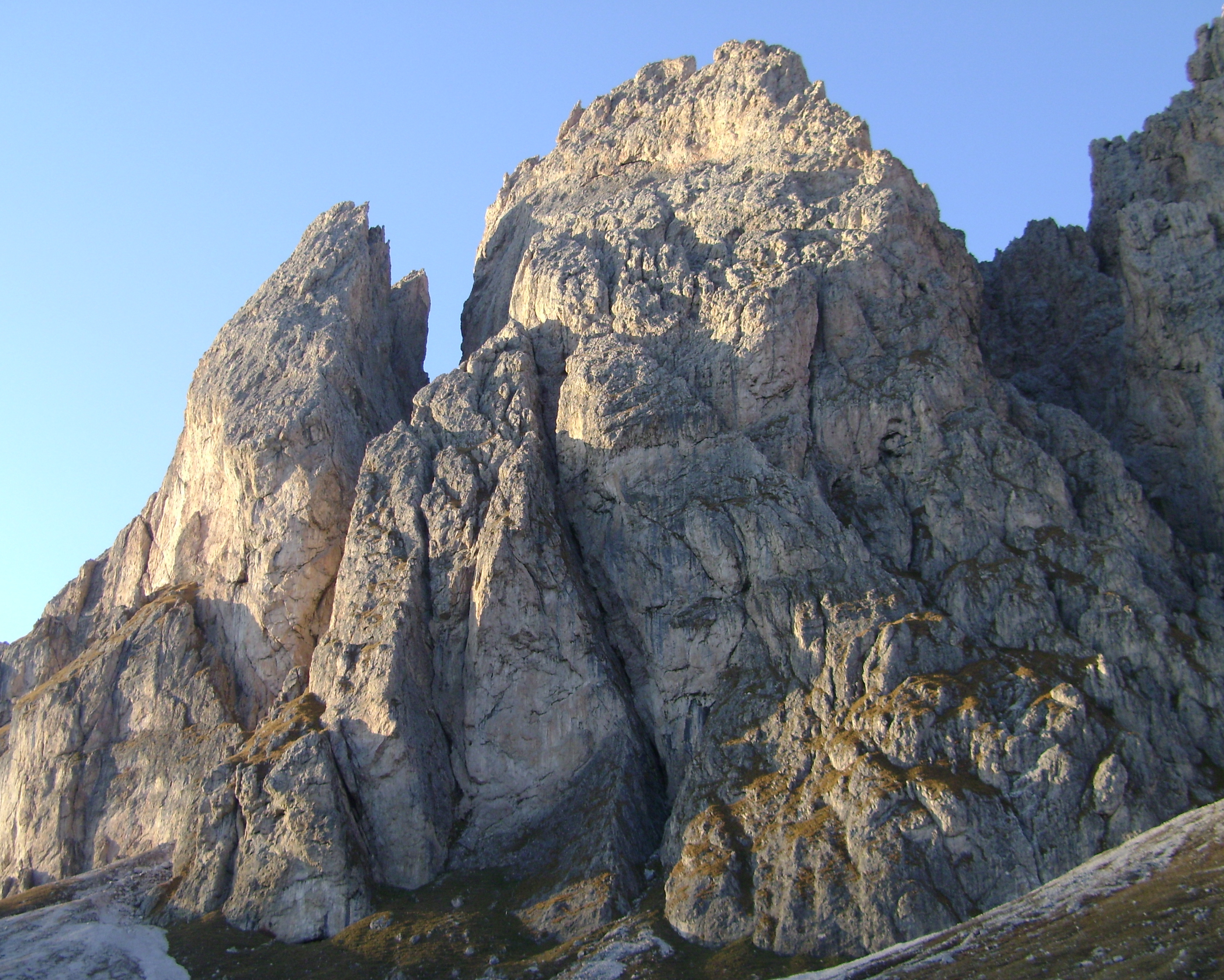
Grande Fermeda

- Sass da l'Ega (Wasserkofel), 2.915 m
- Grande Fermeda (Fermeda), 2.873 m
- Gran Odla (Feislerspitz), 2.832 m
- Sass de Mesdì (Mittagsspitz), 2.760 m
- Monte Tullen (Tullen), 2.654 m
- alpe Rasciesa di Fuori (Außerraschötzer Alm), 2.284 m

## Vie ferrate
- Via ferrata Sass Rigais

## Strutture ricettive

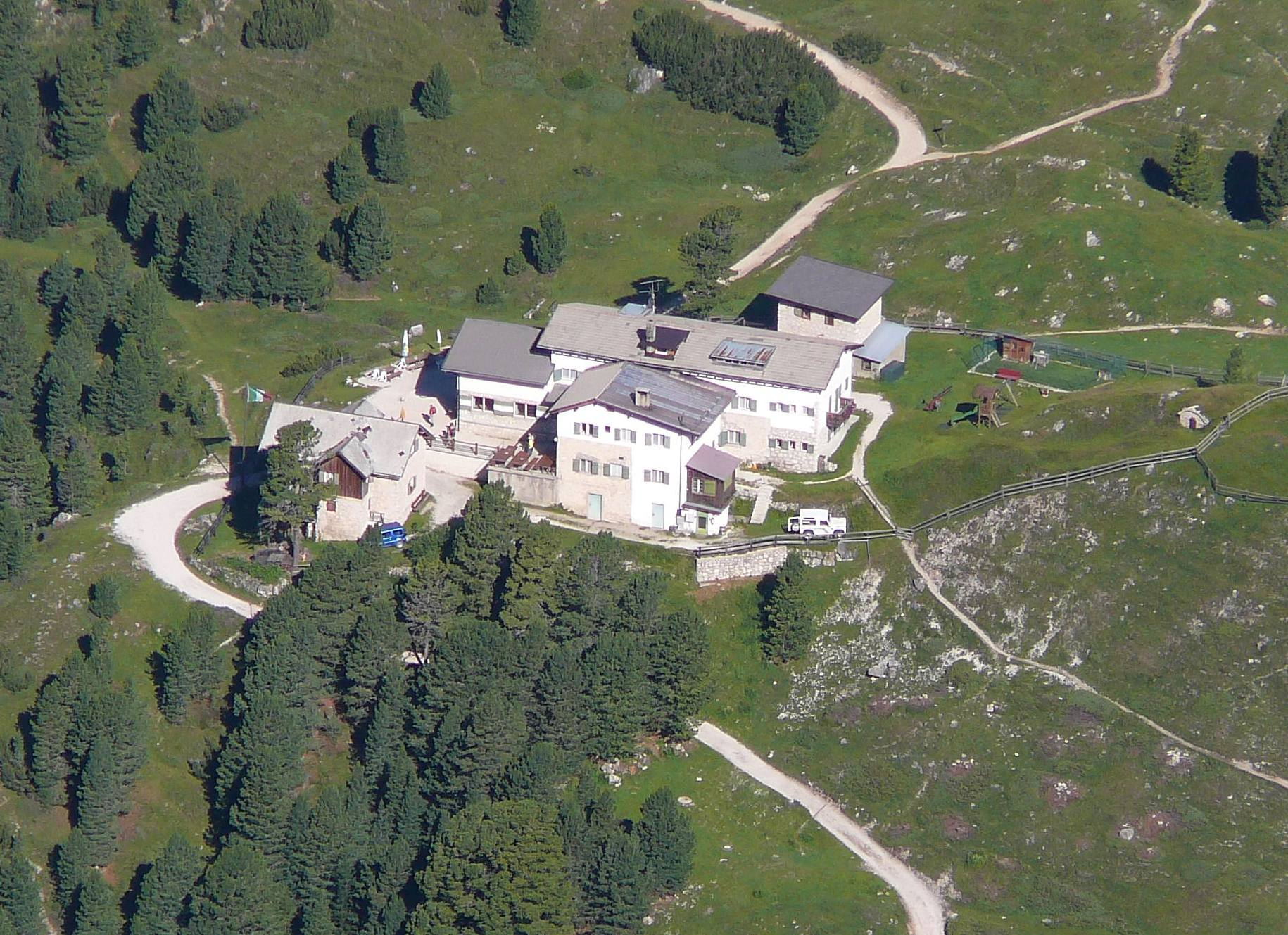
Rifugio Firenze

- Rifugio Firenze (Regensburger Hütte), 2039 m
- Rifugio Genova (Franz-Schlüter-Hütte), 2306 m
- Rifugio Rasciesa (Raschötzhütte), 2164 m
- Rifugio Malga Brogles (Broglesalm), 2045 m
- Malga Geisler o Rifugio Malga delle Odle (Geisleralm), 1996 m
- Malga di Casnago (Gschnagenhardt-Alm), 2006 m
- Malga Dusler (Dusleralm), 1782 m
- Malga Glatsch (Glatsch-Alm), 1902 m
- Malga Gampen (Gampenalm), 2062 m
- Malga Zannes (Zanseralm), 1680 m